# Provincia di Melipilla
La provincia di Melipilla è una provincia della Regione Metropolitana di Santiago nel Cile centrale. Il capoluogo è la città di Melipilla.
Al censimento del 2012 possedeva una popolazione di 161 727 abitanti.

## Geografia antropica

### Suddivisioni amministrative
La provincia è divisa in 5 comuni:
- Curacaví
- María Pinto
- Melipilla
- San Pedro
- Alhué